# Munneurycope hadalis
Munneurycope hadalis is een pissebed uit de familie Munnopsidae. De wetenschappelijke naam van de soort is voor het eerst geldig gepubliceerd in 2000 door Ayodogan, Waegele & Park.